# أسامي آبي
أسامي آبي (باليابانية: 安倍麻美 ) (و. 1985  م) هي ممثلة، ومغنية، وتارينتو يابانية، ولدت في موروان، هوكايدو.
.

## وصلات خارجية
- أسامي آبي على موقع IMDb (الإنجليزية)
- أسامي آبي على موقع ميوزك برينز (الإنجليزية)
- أسامي آبي على موقع ديسكوغز (الإنجليزية)
- أسامي آبي على موقع قاعدة بيانات الفيلم (الإنجليزية)
- أسامي آبي في قاعدة بيانات الأفلام على الإنترنت